# Sermonde
Sermonde ist ein Ort und eine ehemalige Gemeinde (Freguesia) im Nordwesten Portugals.
Sermonde gehört zum Kreis Vila Nova de Gaia im Distrikt Porto. Die Gemeinde hatte eine Fläche von 1,66 km² und 1361 Einwohner (Stand 30. Juni 2011).
Am 29. September 2013 wurden die Gemeinden Sermonde und Grijó zur neuen Gemeinde União das Freguesias de Grijó e Sermonde zusammengeschlossen.